# Weißenbach (Ahrntal)

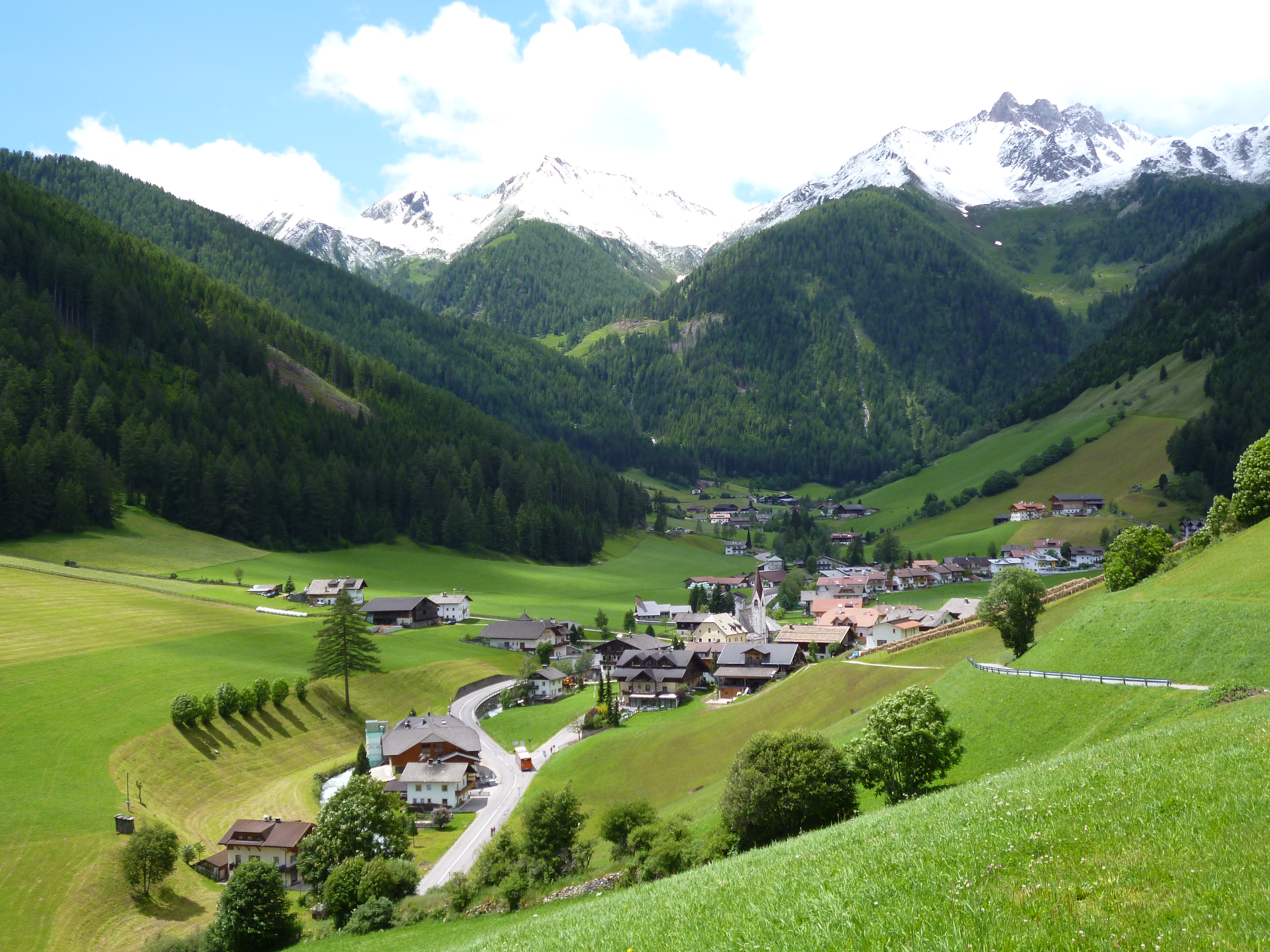
Weißenbach von Nordosten

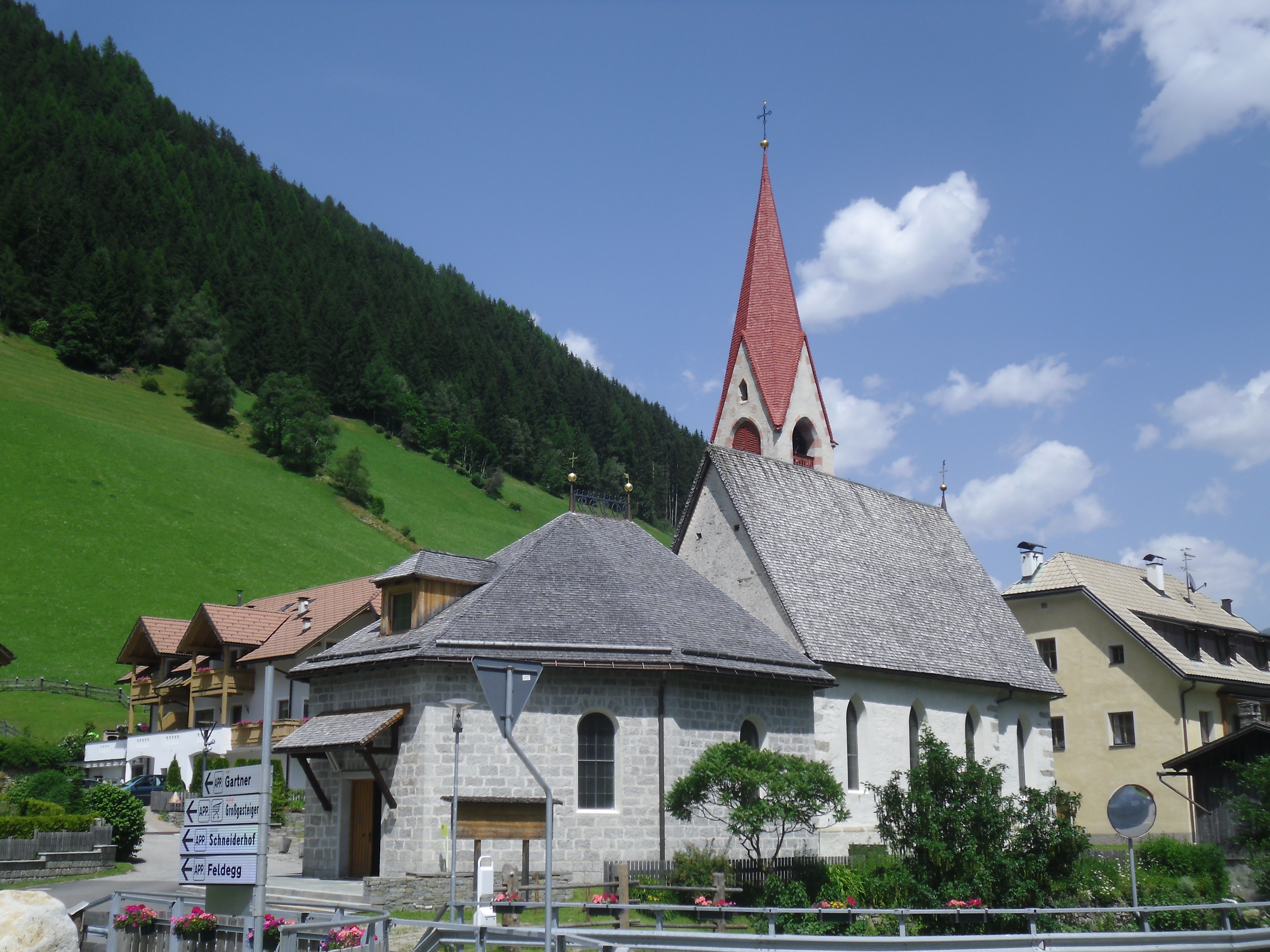
Die St.-Jakobs-Kirche von Südwesten

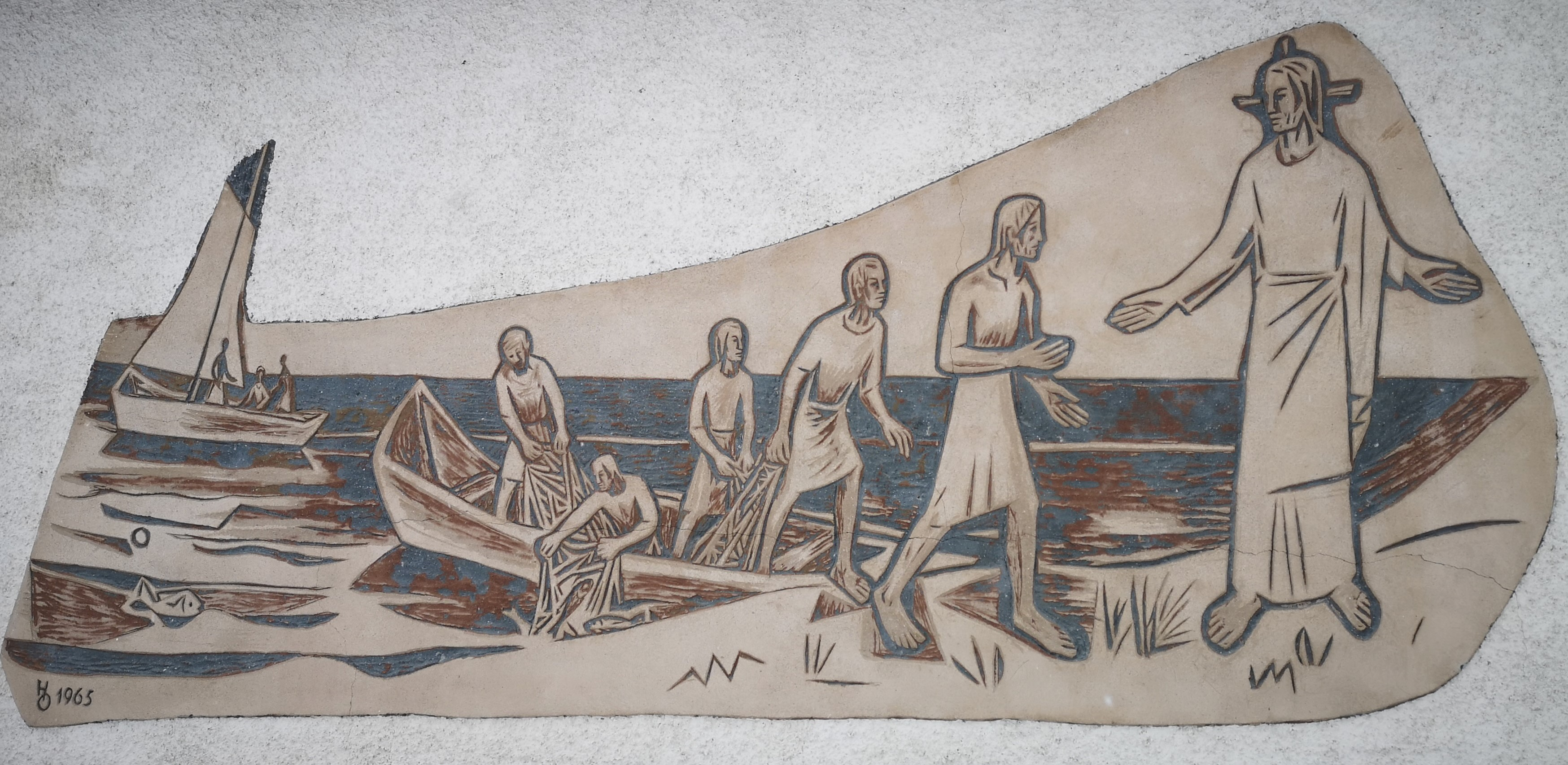
Fischwunderrelief von Hans Oberstaller an der Nordseite der Kirche (1965)

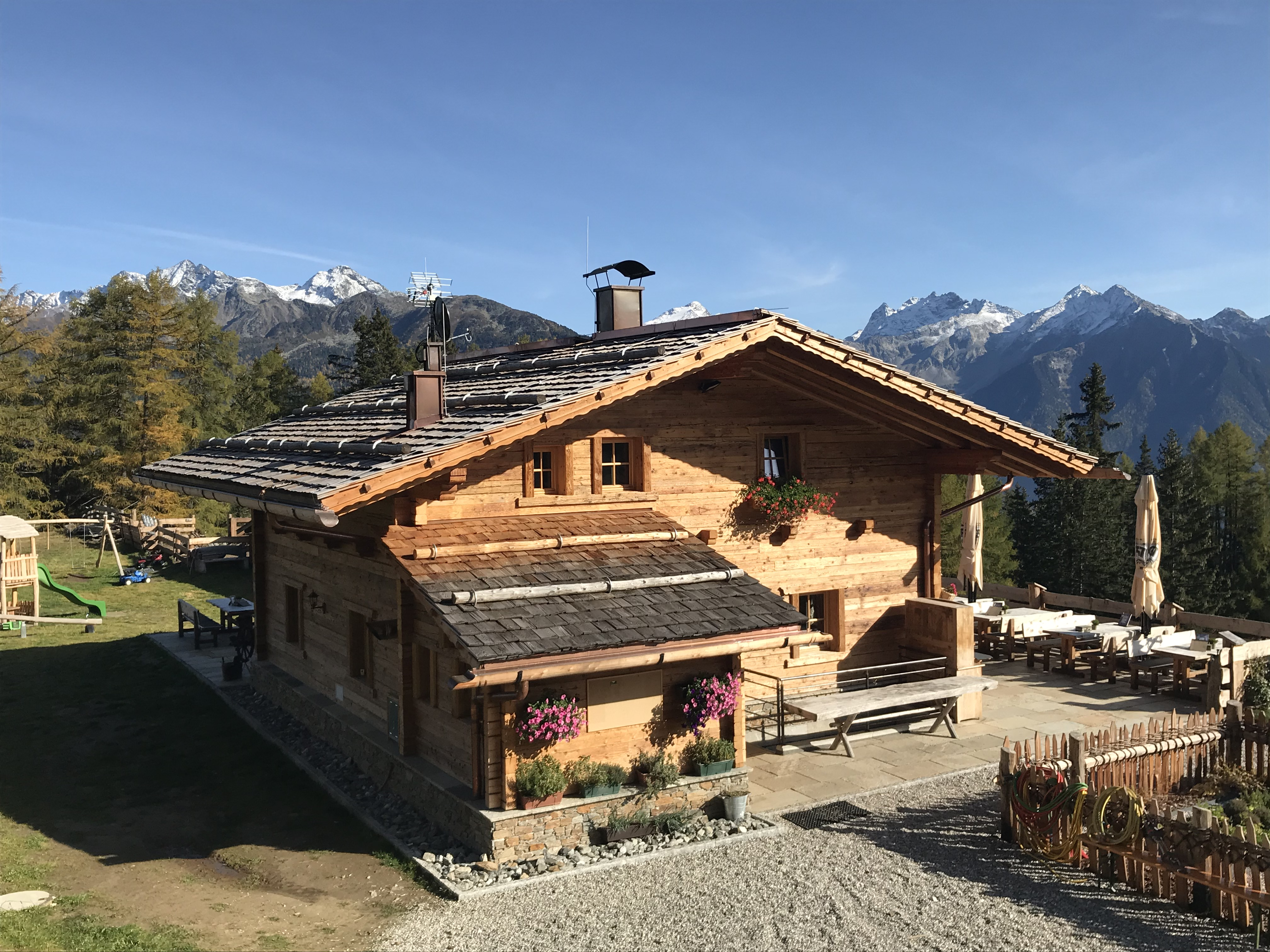
Die neu errichtete Schönbergalm im Jahr 2019.

Weißenbach (im lokalen Dialekt Weißnboch, italienisch Rio Bianco) ist eine Fraktion der Gemeinde Ahrntal in Südtirol (Italien). Das Dorf hat etwa 580 Einwohner (Stand 2016) und liegt auf 1350 m Seehöhe im Weißenbachtal, einem Seitental des Ahrntals. Weißenbach liegt in der Nähe des Skigebiets Speikboden.

## Geschichte
Steinzeitliche Moorfunde der Schöllberg-Göge, einer Talschluss-Alm, deuten auf eine frühe Nutzung des Geländes durch den Menschen.
Ersturkundlich erwähnt wird die Ortschaft um 1278 als „Wizenpach“ im Urbar von Stift Neustift bei Brixen.
Die dem Hl. Jakob geweihte Weißenbacher Pfarrkirche wurde erstmals 1434 erwähnt und 1479/80 in spätgotischen Stilformen neu gebaut. Der Jakobuskopf am runden  Schlussstein des Chorgewölbes wird Friedrich Pacher zugeschrieben, das Außenfresko des Hl. Christoforus aus dem späten 15. Jahrhundert ist eine Arbeit der Pacherschule. Die Kirche wurde 1957/59 nach Entwurf von Erich Pattis, der auch den neuen Friedhof plante, um einen westlichen Anbau erweitert; die reliefartige Darstellung des Fischwunders an der Nordseite der Kirche (Sakristei) wurde 1965 von Hans Oberstaller ausgeführt.
In Weißenbach gibt es eine Grundschule für die deutsche Sprachgruppe.

## Tourismus
Im Sommer ist Weißenbach ein Ausgangspunkt für Wandertouren. Mehrere Almen und Hütten sind bewirtschaftet, so die Pircheralm, die Göge-Alm und die Chemnitzer Hütte. Die Schönbergalm, von deren Sonnenplateau ein weiter Blick ins Ahrntal möglich ist, wurde 2018 durch einen Blitzeinschlag vollständig zerstört, aber 2019  wieder aufgebaut. Im gleichen Jahr wurde sie von den Lesern der „Dolomiten“ bei der Wahl der beliebtesten Almhütte Südtirols auf den zweiten Platz gewählt.
Im Winter bieten sich in Weißenbach das Rodeln und Skitouren an. Wenige Meter von der Ortschaft entfernt befindet sich der Sportplatz von Weißenbach. Dort nimmt auch eine Rodelbahn ihren Ausgang: sie führt zu den sogenannten Wurmtaler Almen (Marxegger-, Innerhofer- und Pircheralm), die sich am Fuße der Zillertaler Alpen befinden. Die Wurmtaler Almen sind ausschließlich durch eine Wanderung erreichbar.

## Vereine
1979 wurde der Weißenbacher Sportverein gegründet, der Disziplinen des Sommer- und des Wintersports betreut und über einen eigenen Vereinssitz verfügt.

## Persönlichkeiten
- Stefan Kirchler (1842–1925), Bergführer und Erstbesteiger zahlreicher Ahrntaler Gipfel
- Vinzenz Kirchler (1914–1967), Südtiroler Priester und Nazigegner